# ILS–Institut für Landes- und Stadtentwicklungsforschung
Das ILS–Institut für Landes- und Stadtentwicklungsforschung ist ein raumwissenschaftliches außeruniversitäres Forschungsinstitut mit Sitz in Dortmund. Bis 2019 bestand zudem ein Außenbüro in Aachen. Als gGmbH wurde es 2008 gegründet; seine Ursprünge gehen jedoch auf zwei Ressortforschungseinrichtungen des Landes Nordrhein-Westfalen zurück, das Anfang der 1970er Jahre gegründete Institut für Landes- und Stadtentwicklungsforschung (ILS) und das 2003 mit diesem vereinigte Landesinstitut für Bauwesen (LB). Zwischen 2003 und Ende 2007 trug es den Namen Institut für Landes- und Stadtentwicklungsforschung und Bauwesen des Landes Nordrhein-Westfalen (ILS NRW). 2013 wurde Stefan Siedentop als Nachfolger von Rainer Danielzyk, der die Leitung seit 2001 innegehabt hatte, wissenschaftlicher Direktor. Seit August 2023 ist Ralf Zimmer-Hegmann kommissarischer wissenschaftlicher Leiter und Geschäftsführer. Erster Direktor des ursprünglichen ILS war von 1971 bis 1994 Viktor Freiherr von Malchus, zweiter Direktor von 1994 bis 1999 der spätere Dortmunder Stadtdirektor und Oberbürgermeister Ullrich Sierau.
Das ILS war von 2009 bis 2015 assoziiertes Mitglied der Leibniz-Gemeinschaft und bildet zusammen mit dem Leibniz-Institut für Länderkunde in Leipzig, dem Leibniz-Institut für ökologische Raumentwicklung in Dresden, der Akademie für Raumentwicklung in der Leibniz-Gemeinschaft in Hannover sowie dem Leibniz-Institut für Regionalentwicklung und Strukturplanung in Erkner bei Berlin das 5R-Netzwerk der raumwissenschaftlichen Einrichtungen. Zudem ist es Gründungsmitglied der Johannes-Rau-Forschungsgemeinschaft.
Im Januar 2022 wurde die Tochtergesellschaft ILS Research gGmbH gegründet, welche fortan durch Drittmittel finanzierte Projekte bearbeitet.